# I liga polska w piłce siatkowej mężczyzn (1985/1986)
I liga polska w piłce siatkowej mężczyzn 1985/1986 – 50. edycja rozgrywek o mistrzostwo Polski w piłce siatkowej mężczyzn.

## Drużyny uczestniczące
| | I liga 1985/1986       |   |      |
| --- | ---------------------- | - | ---- |
| SZC | Stal Stocznia Szczecin | 1 | PEMK |
| LEG | Legia Warszawa         | 2 |      |
| OLS | AZS Olsztyn            | 3 |      |
| RZE | Resovia                | 4 |      |
| MIL | Płomień Milowice       | 5 |      |
| AND | Beskid Andrychów       | 6 |      |
| RAD | Czarni Radom           | 7 |      |
| WRO | Gwardia Wrocław        | 8 |      |
| | Awans z II ligi        |   |      |
| KRA | Hutnik Kraków          |   |      |
| GDA | Stoczniowiec Gdańsk    |   |      |
| Oznaczenia: - kolumna pierwsza – skróty nazw drużyn wpisane na mapie (jeśli ta została zamieszczona), - kolumna trzecia – miejsce zajęte przez daną drużynę w poprzednim sezonie. |                        |   |      |

## Klasyfikacja końcowa
| Miejsce | Drużyna                |
| ------- | ---------------------- |
| 1.      | Legia Warszawa         |
| 2.      | Stal Stocznia Szczecin |
| 3.      | Hutnik Kraków          |
| 4.      | Płomień Milowice       |
| 5.      | Czarni Radom           |
| 6.      | Resovia                |
| 7.      | AZS Olsztyn            |
| 8.      | Gwardia Wrocław        |
| 9.      | Beskid Andrychów       |
| 10.     | Stoczniowiec Gdańsk    |

     spadek do II ligi